# Нагие
Нагие (Нагово, Нагого) — русский дворянский и боярский род конца XV–XVII веков, однородцы Безниных, Собакиных, Нащокиных, Олферьевых (Алферьевых), Свибловых, Сназиных.
Владели имениями в Ярославской, Владимирской и Тверской губерниях.
Возвысился благодаря браку Марии Фёдоровны Нагой с Царём Иваном IV Грозным. Их сыном был святой Дмитрий Углицкий. После 1584 года большинство представителей рода попало в опалу. Род пресёкся в последней трети XVII века.

## Происхождение и история рода

### Происхождение
Согласно родословной книге, род Нагих происходит от Ольгерда (Немчина) Преги по прозвищу Впрягай, который в 1294 году выехал в Россию из Дании, и поступил на службу к великому князю Михаилу Ярославичу Тверскому, принял православие под именем Дмитрия, и женился на родной сестре великого князя — княжне Ярославе Ярославне.
Его праправнук, боярин Семён Григорьевич, получил прозвание Нага. Он выехал (1495) с братом Данилом Григорьевичем Собака (родоначальник дворянского рода Собакиных) из Твери в Москву и были они боярами у великого князя Ивана III. Его сыновья: Иван Семёнович Нагой, первый из Нагих, Фёдор Семёнович Свиблов (родоначальник Свибловых) были боярами, Борис Семёнович Безумов (родоначальник Безумовых),  а внук Михаил (ум. 1525) и один из правнуков Фёдор Немой (ум. в 1558) — ловчий московского пути.
До начала XVI века фамилия в летописях не упоминается, пока (1509) в разрядных книгах не встречается указание, что Михаил Иванович Нагой был пожалован в ловчие. Видных постов до середины XVI представители не занимали. Они были воеводами в городах или по полкам, и только Фёдор Михайлович Нагой достиг звания окольничего.

### Близость к царю
В 1550 году Евдокия Нагая выходит замуж за Владимира Старицкого, и хотя через 5 лет брака она уходит в монастырь, тем не менее, эта родственная связь способствовала возвышению рода.
Предполагают, что этим возвышением Нагих и приближением семьи ко двору объясняется брак Ивана Грозного с Марией Фёдоровной Нагой, дочерью Фёдора Фёдоровича и двоюродной племянницей Евдокии Нагой. В XVI и начале XVII века девять Нагих были боярами.
После царской свадьбы (1580) положение рода сразу крепнет. (Большинство имен членов рода известно из чина свадьбы). Они получают должности, жалуются в думные, получают боярства и т. д. Но в 1584 году, со смертью царя и удалением вдовы с сыном в Углич, туда же отсылают виднейших из Нагих. Следствие по смерти царевича Дмитрия ухудшило положение семьи — многие были отправлены в ссылку или пострижены.
Изменение положения рода ненадолго произошло лишь во времена Лжедмитрия, который принялся возвышать «родственников». После провозглашения царём, Лжедмитрий пожаловал брату царицы Марии Нагой Михаилу Фёдоровичу Нагому значительную часть владений Бориса Годунова, включая малоярославецкую вотчину с селом Белкиным. «В 1610 г. Михаил Нагой был обвинён Гонсевским в сношениях с „тушинским вором“ и посажен под арест, а всё его имущество, включая земельные владения, конфисковали в казну. В апреле 1611 года М. Ф. Нагой был оправдан, и от имени Владислава было повелено возвратить ему всё отобранное. Но не прошло и месяца после оправдания, как Нагой скончался».
Со смертью Самозванца, Нагие опять перестали играть важную роль. В последний период смуты уже мало выделялись среди других служилых людей того времени.

### Поздний период
Первые Романовы не возвышали представителей этого рода, и дальше стольничества в их царствование Нагие не шли. Род Нагих пресёкся (1650) со смертью стольника Василия Ивановича Нагого.

## Известные представители
- Нагой Михаил Михайлович — боярин, воевода в казанском походе (1544).
- Нагой Александр Михайлович — боярин, воевода в Смоленске (1554).
- Нагой Василий Михайлович — боярин.
- Нагой Фёдор Михайлович Немой — ловчий московского пути (1535-1539), окольничий (1539), воевода в Чебоксарах (1552-1556), умер († 1558).
- Нагой Фёдор Фёдорович Фёденец — наместник в Мценске (1564), Чернигове (1567), окольничий (1577), боярин.
- Нагой Семен Фёдорович — окольничий.
- Нагой Андрей Фёдорович — воевода и боярин.
- Нагой Афанасий Александрович — воевода, боярин (1605), окольничий.
- Нагой Афанасий Фёдорович — новоторжский наместник, посол в Крыму (1563-1572), думный дворянин (1579), (ум. 1585).
- Нагой Михаил Александрович Большой — боярин, жена Мария Романовна Алферьева.
- Нагой Иван Григорьевич — воевода, основатель Уфимского кремля (1574), устроитель г. Злов (1589).
- Нагой Андрей Александрович — воевода в Арске (1602), боярин (1606), воевода в Ростове (1614–1618) (ум. 1618).
- Нагой Григорий Фёдорович — боярин (1606), брат 7-й жены Ивана Грозного, дядя царевича Дмитрия Углицкого[20].
- Григорий Иванович Нагой Щеголь —  (ум. не ранее 1570/71) — военный и государственный деятель Русского царства, наместник в Чернигове (1566).
- Евдокия Александровна Нагая — первая жена Владимира Старицкого (31 мая 1551 года), приняла постриг в суздальском Покровском монастыре под именем Евпраксии (1555), умерла около († 1557).
- Фёдор Михайлович Нагой (ум. после 1559) — активный участник политической борьбы (1547–1550).
- Мария Фёдоровна Нагая — седьмая жена Ивана Грозного, мать царевича Дмитрия.
- Михаил Фёдорович Нагой — брат царицы, великий конюший Лжедмитрия I (1605-1606), боярин (1605), умер (1612).
- Нагой Иван Григорьевич — освобождён из ссылки по случаю коронации Бориса Годунова (01 сентября 1598).
- Нагой Пётр Афанасьевич — насильно пострижен Борисом Годуновым в Сийском монастыре.
- Евлампия Михайловна Нагая (ум. 1622) — дочь Михаила Федоровича, жена А. М. Львова.
- Афанасий Фёдорович Нагой (ум. ок. 1593) — посол в Крымском ханстве.
- Михаил Александрович Нагой Меньшой (ум. 1618) — боярин (1606), основатель Уфимской крепости (1586), первый уфимский воевода.
- Нагой Иван Семёнович и воевода в Алатах (1602).
- Нагой Александр Михайлович — стольник, воевода в Стародубе (Северском 1616–1617), Брянске (1625–1626).
- Нагой Богдан Михайлович — стольник (1627–1629), воевода в Путивле (1626–1627), Калуге (1632–1633).
- Нагой Василий Иванович — стольник (1627–1640), воевода в Торопце (1630). (ум. 1650).
- Нагой Гавриил Иванович — московский дворянин (1627–1629).
- Нагой Кирилл Игнатьевич — воевода в Торжке (1671)[21][22][23].

## Отображение в искусстве
- Годунов - российский исторический телесериал, режиссёры: А. В. Андрианов и Т. А. Алпатов. 2018 г.